# Chrysomphalus minutus
Chrysomphalus minutus är en insektsart som beskrevs av Kotinsky 1908. Chrysomphalus minutus ingår i släktet Chrysomphalus och familjen pansarsköldlöss.
Artens utbredningsområde är Singapore. Inga underarter finns listade i Catalogue of Life.